# Raphiocera papaveroi
Raphiocera papaveroi är en tvåvingeart som beskrevs av Therezinha Pimentel och Pujol-luz 2003. Raphiocera papaveroi ingår i släktet Raphiocera och familjen vapenflugor. Inga underarter finns listade i Catalogue of Life.